# Puya raimondii
Puya raimondii е вид растение от семейство Бромелиеви (Bromeliaceae). Видът е застрашен от изчезване.

## Разпространение
Разпространен е в Боливия и Перу.